# Раките
Раките (на сръбски: Раките) е село в Босна и Херцеговина, разположено в община Пале, в ентитета на Република Сръбска. Намира се на 823 метра надморска височина. Населението му според преброяването през 2013 г. е 7 души, от тях: 7 (100 %) сърби.

## Население
Численост на населението според преброяванията през годините:
- 1961 – 167 души
- 1971 – 29 души
- 1981 – 20 души
- 1991 – 13 души
- 2013 – 7 души